# Заборшт (Костанєвиця-на-Кркі)
Заборшт (словен. Zaboršt) — поселення в общині Костанєвиця-на-Кркі, Споднєпосавський регіон, Словенія. Висота над рівнем моря: 184,1 м.